# Porto (Maratea)
Il Porto è una frazione comunale marateota, in provincia di Potenza.

## Geografia fisica

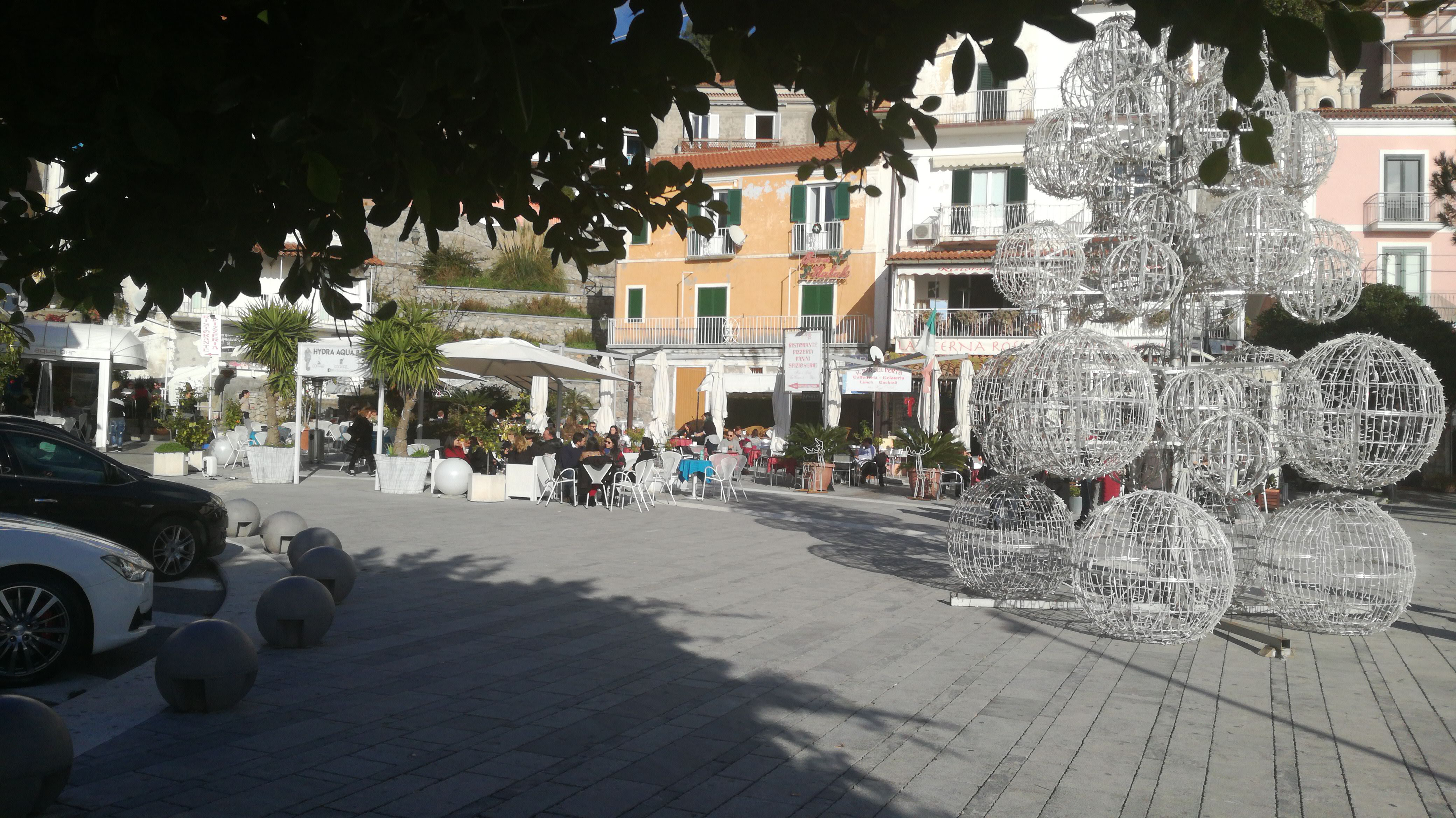
Veduta della piazza

Il Porto si trova quasi al centro della costa di Maratea, in una conca compresa tra il promontorio chiamato La Timpa, dove in epoca pre-romana sorse il primo abitato di Maratea, e la costa di Filocaio. Il piccolo porto turistico, l'unico presente in Basilicata, si trova quindi in una posizione strategica nel Golfo di Policastro, può contenere 550 imbarcazioni.

### Le spiagge
- Cala d'i Cent'ammari. Sita presso ù Maremorto, è incastonata in una secca naturale che la resa per secoli un piccolo porto naturale. È un piccolo fazzoletto di spiaggia, nascosta da una caratteristica cortina di scogli. Si trova quasi perpendicolarmente sotto la torre Santavenere di Fiumicello.
- Cala Tunnara. (il nome in dialetto significa la spiaggia dei tonni) Detta anche à Darsena, è un piccolo accenno di spiaggia, localizzata alla punta del promontorio La Timpa.
- Spiaggia del Crivo. Era la spiaggia più frequentata del Porto, si trova tra il molo sud e le case dell'abitato. Oggi è completamente chiusa nella struttura portuale, e non è più balenabile.

## Storia
Il nucleo abitato del Porto nasce sul finire del XVIII secolo. Precedentemente, questa zona era popolata solo da edifici destinati ad uso commerciale, come depositi, fondaci, ecc.
Nel XIX secolo la presenza umana si intensificò, fino ad assumere la fisionomia urbana attuale.
A cavallo del XIX e del XX secolo, il Porto rivestì il ruolo di località balneare per i cittadini di Maratea e delle frazioni montane, e nel 1921 vi fu portata la linea elettrica.
Il moderno porto fu costruito nel 1962, e fu più volte danneggiato da mareggiate o maremoti, di cui il più terribile avvenne durante la notte del 12 gennaio 1987, quando la furia delle onde distrusse il molo sud e tranciò in due pezzi il molo nord.

## Monumenti e luoghi d'interesse

### Architetture religiose

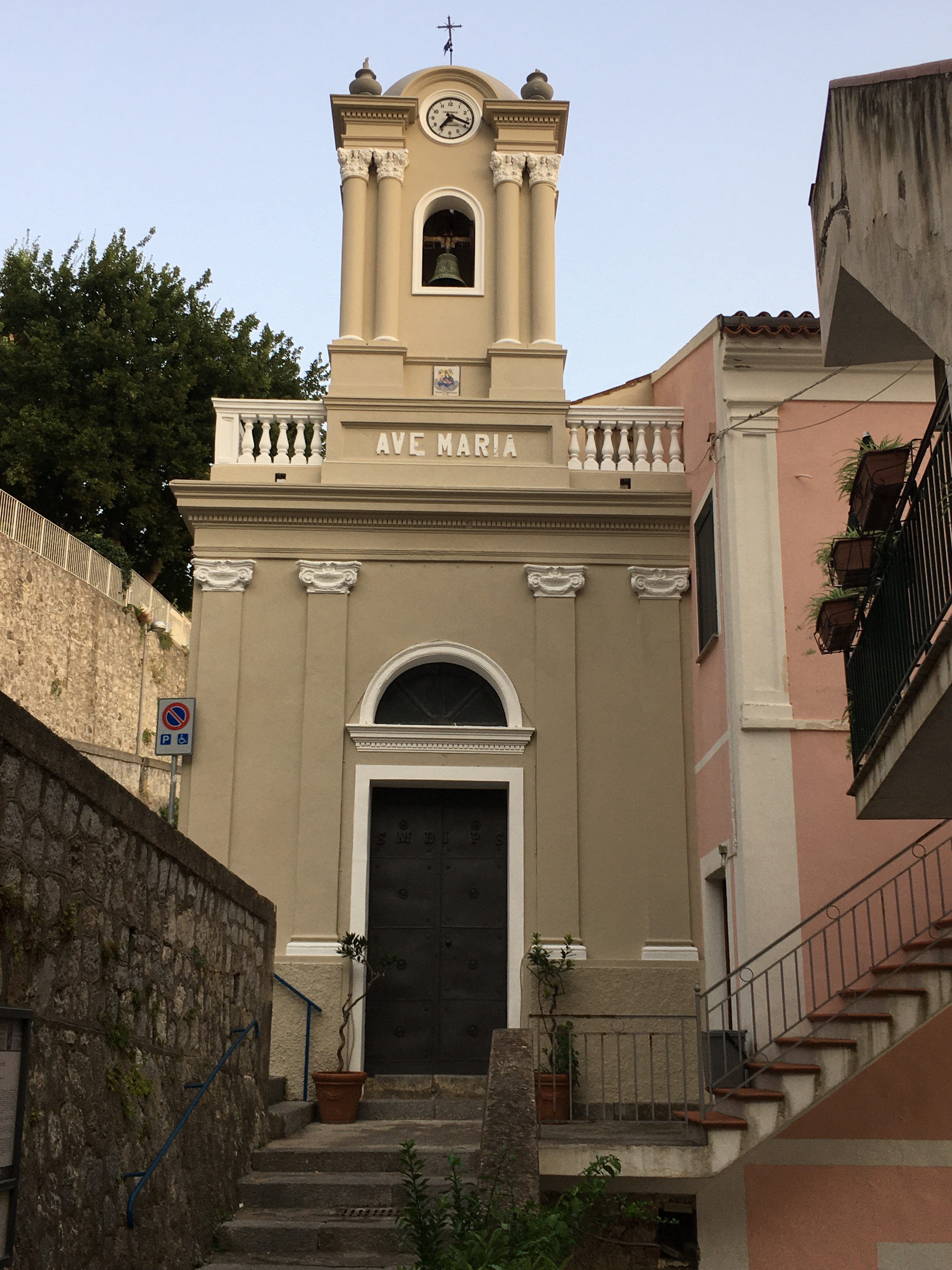
La chiesa del Porto.

Nell'abitato del Porto si trovano la  chiesa della Madonna del Porto Salvo e la  cappella della Madonna del Carmine (o di Loreto).

## Società

### Tradizioni e folclore

#### La processione sul mare
In onore della Madonna del Porto Salvo si tiene ogni anno una caratteristica processione sul mare: la barchetta che ospita la Madonna gira nella costa di Maratea fino ad arrivare all'isola di Santo Janni, seguita dalla flotta delle barchette dei pescatori.

## Economia

### Turismo
Il Porto di Maratea è uno dei centri della vita turistica del paese: è qui che si tengono molte manifestazioni culturali e spettacoli durante l'estate. Inoltre, il molo antico del Porto è diventato una passeggiata, completa di ristoranti, bar, minimarket e tabacchi, preferita sia dai turisti sia dagli abitanti di Maratea.

## Infrastrutture e trasporti

### Rete stradale
L'abitato del Porto si raggiunge tramite la SS 18 (Tirrenia Inferiore), che da Napoli porta a Reggio Calabria. Da qui si scende verso la costa con una strada comunale, che raggiunge direttamente l'abitato.